# Émile Waldteufel
Émile Waldteufel  (Estrasburgo, 9 de dezembro de 1837 – 12 de fevereiro de 1915), foi um  compositor francês de música popular assim como de numerosas obras para piano, como valsas e polcas.
Waldteufel (em alemão significa diabo do bosque) nasceu na Alsácia numa família de músicos judeus.
O seu pai, Louis, tinha uma orquestra, e o seu irmão Lyon era um músico muito apreciado. Quando o seu irmão conseguiu um lugar no  Conservatório de Paris para estudar violino, a família inteira se mudou para lá. Era aí que Émile passaria o resto da sua vida.
Waldteufel estudou  piano no Conservatório de Paris de 1853 a 1857. Entre os seus pupilos estavam alguns como Jules Massenet, o famoso compositor de ópera. Durante este tempo, a orquestra de seu pai converteu-se numa das mais famosas de Paris, e ele era  frequentemente convidado para tocar em eventos importantes.
Com 28 anos, Émile chegou a ser pianista da corte da Imperatriz Eugénia. Depois da Guerra Franco-Prussiana ter dissolvido o Império francês, a orquestra começou a tocar nos corredores presidenciais do Palácio do Eliseu; nesta época apenas alguns membros da alta sociedade francesa conheciam Émile Waldteufel.
Em outubro de 1874 Waldteufel tocou num evento que foi assistido pelo Príncipe de Gales, o futuro rei Eduardo VII do Reino Unido. O príncipe ficou encantado pela valsa "de Manolo" de Waldteufel, e isso bastou para que a música de Waldteufel passasse a ser conhecida no Reino Unido.
Em 1915 Émile Waldteufel morreu com 77 anos em Paris. A sua esposa Célestine Dufau, cantora, tinha morrido no ano anterior. Eles tiveram dois filhos e uma filha.

## Principais composições de  Waldteufel
- Mello vals op. 123 (1866)
- Dans le champs polca-mazurka op. 125 In the Fields (1868)
- Térésa (Antoinette) valsa op. 133 (1864)
- Bien aimès vals Op.143 (1875)
- Entre nous vals op. 144 (1876)
- Violettes vals op. 148 Violets (1876)
- Mon rêve vals op. 151 My Dream (1877)
- Les Sirènes vals op. 154 The Sirens (1878)
- Pomone vals op. 155 Pomona (1877)
- Très Jolie vals op. 159 Very Lovely! (1878)
- Pluie de diamants vals op. 160 Rain of Diamonds or Golden Rain (1879)
- Ma charmante vals op. 166 My Charming Lady (1879)
- Dolorès vals op. 170 (1880)
- Chantilly, Walzer, Op.171 (1880)
- Solitude valsa op. 174 (1881)
- La Source vals op. 180 (1882)
- Les Pâtineurs vals op. 183 The Skaters (1882)
- Estudiantina vals op. 191 Band of Students (1883)
- Coquetterie vals op. 218 (1887)
- Rococo-Polka op. 232 (1888)
- Vision valse op. 235 Visions (1888)
- España valsa op. 236 (1886)
- Les Grenadiers vals militar op. 207 The Grenadiers (1886)